# Castell de Gormaz
El castell de Gormaz o fortalesa califal de Gormaz és una fortificació situada a la província espanyola de Sòria. Construïda durant el període d'al-Àndalus a la part alta d'un turó testimoni a la marge dreta (nord) del riu Duero, va passar de control musulmà a control cristià i viceversa diverses vegades durant l'alta edat mitjana fins a la presa definitiva per part dels cristians el 1059.